# Замок Термонфекин
Замок Термонфекин (ирл. Tearmann Feichín, что означает — «Убежище Фехина», англ. Termonfekin Castle) находится в одноимённой деревне, в 8 км северо-восточнее города Дроэда в графстве Лаут, провинции Ленстер в Ирландии. Замок Термонфекин построен с необычной ступенчатой крышей. Сам замок сохранился лишь частично. Постройка представляет собой трёхэтажную прямоугольную каменную крепость с бойницами и арочным входом. Северный и южный углы крепости укреплены сторожевыми башнями. В северо-восточном углу замка сохранилась спиральная лестница, ведущая на крышу, архитектурной особенностью замка является очень тонкий каменный свод, который охватывает второй этаж. Дата постройки замка точно не известна, приблизительно это XV—XVI век.